# Campeonato Mundial de Lucha de 1908
El IV Campeonato Mundial de Lucha se celebró en Viena (Austria) entre el 8 y el 9 de diciembre de 1908 bajo la organización de la Federación Internacional de Luchas Asociadas (FILA) y la Federación Austríaca de Lucha. Solamente se compitió en las categorías del estilo grecorromano.

## Resultados

### Lucha grecorromana
| Evento | Oro                    | Plata                   | Bronce                       |
| ------ | ---------------------- | ----------------------- | ---------------------------- |
| 75 kg  | Robert Dirry Austria   | Alois Toduschek Austria | Harald Christensen Dinamarca |
| +75 kg | Hans Egeberg Dinamarca | Josef Rossum Austria    | Josef Panzer Austria         |

## Medallero
| Núm. | País      | Oro | Plata | Bronce | Total |
| ---- | --------- | --- | ----- | ------ | ----- |
| 1    | Austria   | 1   | 2     | 1      | 4     |
| 2    | Dinamarca | 1   | 0     | 1      | 2     |
|      | TOTAL     | 2   | 2     | 2      | 6     |